# Білоскелювате
Білоскелюва́те (до 1906 року — хутір Бі́лий) — село в Україні, у Сорокинській міській громаді Довжанського району Луганської області. З 2014 року є окупованим. Населення становить 712 осіб.

## Назва
Назва села двослівна, перша його частина утворена від найменування річки Білої, друга — дублюванням найменування балки «Скелевата».

## Географія
Географічні координати Білоскелюватого: 45°27' пн. ш. 39°38' сх. д. Часовий пояс — UTC+2. Загальна площа села — 1,69 км². Довжина Білоскелюватого з півночі на південь — 2 км, зі сходу на захід — 1,8 км.
Село розташоване у східній частині Донбасу за 50 км від районного центру — міста Сорокине і за 6 км від залізничної станції Братки (на лінії Кондрашевська—Нова-Довжанська).

## Історія
Хутір Білий заснований у 1885 році переселенцями з Чернігівщини та Полтавщини. У 1906 році перейменовано в Білоскелювате. Під час другої світової війни у бойових діях брало участь 92 місцевих мешканці, з них 61 загинув, 63 — відзначені урядовими нагородами.
12 червня 2020 року, відповідно до Розпорядження Кабінету Міністрів України № 717-р «Про визначення адміністративних центрів та затвердження територій територіальних громад Луганської області», увійшло до складу Сорокинської міської громади.
17 липня 2020 року, в результаті адміністративно-територіальної реформи та ліквідації  Сорокинського району, увійшло до складу новоутвореного Довжанського району.

## Населення
За даними перепису 2001 року населення села становило 712 осіб, з них 42,84% зазначили рідною мову українську, 56,88% — російську, а 0,28% — білоруську.

## Соціальна сфера
У селі діють ЗОШ I–III ступенів, амбулаторія, клуб, бібліотека, відділення поштового зв'язку.

## Визначні пам'ятки
- Пам'ятник радянським воїнам, які віддали життя за звільнення Білоскелюватого.